# Чрномерець
Чрномерець (хорв. Črnomerec) — історичний район і міська чверть (адміністративний район) столиці Хорватії міста Загреба.
Міська чверть утворена згідно зі Статутом міста Загреба 14 грудня 1999 року, раніше це був однойменний муніципалітет. 
Район включає в себе частину Загреба від Ілиці (починаючи від вулиці Австрійської Республіки) до міських околиць на схилах Медведниці.
Згідно з даними 2001 року, площа чверті становила 24,33 км², чисельність населення — 38 762 особи.

## Історія і сучасність
«Чрномерець» — це назва струмка й колишнього села на західній стороні міської громади. Згадується вперше в Середньовіччі, так згідно з даними 1631 року в Чрномерці було 13 житлових будинків. 
Нині на Чрномерці зосереджені загребські військові, церковні, медичні та освітні установи, суд, трамвайно-автобусний термінал (заснований у 1910 році), завод «Пліва» (Pliva), декілька великих торгових центрів.
Серед історичних пам'яток Чрномерця: середньовічнна фортеця Медведград на пагорбі над Лукшичем і Рудольфові казарми XIX століття.

## Транспорт
Головна транспортна артерія Чрномерця — Ілиця.
Серед громадського транспорту у міській чверті — трамваї №№ 2, 6, 11, які сполучають центр міста і трамвайно-автобусний термінал, а також №1, який сполучає середмістя і західну залізничну станцію. Також у чверті курсує декілька автобусних маршрутів. 